# Децим Магн Авзоний
Децим Магн Авзоний (на латински: Decimius Magnus Ausonius; * 310, Бурдигала, днес Бордо, Франция; † 393 г., Бурдигала) е древен висш гало-римски държавен служител, възпитател на принц и поет.

## Биография
Той е вторият син от четирите деца на лекаря Юлий Авзоний и Емилия Еония, която произлиза от знатния род Едуи. Расте при баба си Емилия Мавра и следва реторика в Толоза (днес Тулуза), където чичо му Емилий Магн Арборий се грижи за него. От 345 г. там той е прочут учител по граматика и реторика. Жени се за сенаторската дъщеря Атузия Лукана Сабина и има три деца. Жена му умира на 28 г.
Вероятно през 365 г. император Валентиниан I го извиква в императорския двор в Трир да стане учител и възпитател на най-големия му син Грациан. Авзоний пътува с каляска дотам по Римския път, който носи от Средновековието и днес неговото име Via Ausonia (Ausoniusstraße). След императорския поход против алеманите и Бургундия през 365 – 367 г., където той пише доклади, се жени за алеманското пленено момиче Бисула от територията на Дунавските извори, взема я в Италия и пише за нея стихове.
През 370 или 371 г. е издигнат на comes и 375 г. на quaestor sacri palatii (QSP;: „квестор на свещения Палат“, подобно на правен министър). По времето на император Грациан той става през 378 г. преториански префект на Галия. През 379 г. е консул заедно с Квинт Клодий Херногениан Олибрий.
От 388 г. той живее в чифлика си в Галия, където се занимава с литературните си произведения. Той притежава лозе в Lucaniacus (днес Saint-Émilion).

## Негови произведения
- Mosella, за пътуването му 371 г. в 483 хекзаметри
- Bissula, песни за алеманското момиче Бисула
- Ordo urbium nobilium, стихотворения за: Рим, Константинопол, Картаген, Антиохия, Александрия, Трир, Милано, Капуа, Аквилея, Арлес, Емерита Августа, Кордоба, Тарагона, Брага, Атина, Сиракуза, Катания, Тулуза, Нарбона и Бордо.
- Versus Paschales, великденска молитва за Валентиниан I.
- Писмата с приятеля му Павлин
- Caesares, сбирка от стихотворения за императорите до Елагабал
- Epigramata de diversis rebus
- Ephemeris
- Parentalia
- Commemoratio professorum Burdigalensium or Professores
- Epitaphia
- Ordo urbium nobilium
- Ludus VII Sapientium[1]